# 清川正二
清川 正二（きよかわ まさじ、1913年〈大正2年〉2月11日 - 1999年〈平成11年〉4月13日）は、日本の水泳選手、実業家。愛知県豊橋市出身。オリンピックに2度出場し、1932年ロサンゼルス五輪で100m背泳ぎ金メダリスト、1936年ベルリン五輪でも銅メダルを獲得。第二次世界大戦後は総合商社兼松江商の社長・会長を務める。アマチュアスポーツの振興にも尽力し、日本人として初めて国際オリンピック委員会（IOC）副会長となった。

## 人物
豊橋市関屋町出身。旧制愛知第四中学校（現・愛知県立時習館高等学校）、名古屋高等商業学校（現・名古屋大学）を経て、1936年（昭和11年）東京商科大学（現・一橋大学）卒業。
1936年（昭和11年）、兼松商店（現・兼松）入社、常務、副社長等を経て、1976年（昭和51年）兼松江商（現・兼松）社長、1978年（昭和53年）同取締役相談役、1985年（昭和60年）兼松江商名誉顧問。
1979年（昭和54年）、日本人初国際オリンピック委員会（IOC）副会長。
1999年に膵臓癌（）のため死去。86歳。オリンピック・オーダー、紫綬褒章等受章。朝日賞等受賞。

## スポーツ関係の経歴
- 1932年（昭和7年） - 名古屋高商在学中に、ロサンゼルスオリンピック100メートル背泳ぎ決勝で優勝[2]。このとき、2位・入江稔夫、3位・河津憲太郎の日本選手で表彰台を独占した。日本では初の快挙である。
- 1936年（昭和11年） - ベルリンオリンピック100メートル背泳ぎ3位。
- 1946年（昭和21年） - 日本水泳連盟常務理事。
- 1963年（昭和38年） - 紫綬褒章受章。
- 1969年（昭和44年） - 国際オリンピック委員会（IOC）委員に就任。
- 1975年（昭和50年） - IOC理事に就任。
- 1978年（昭和53年） - マリ共和国名誉領事。
- 1979年（昭和54年） - 日本人初のIOC副会長。（1983年（昭和58年）まで。）
- 1984年（昭和59年） - 勲二等瑞宝章受章。
- 1988年（昭和63年） - ソウルオリンピックにて、競泳男子100m背泳ぎで自身以来の日本人金メダリストとなった鈴木大地に表彰式でメダルを授与した[3]。
- 1989年（昭和64年/平成元年） - IOC名誉委員、オリンピック・オーダー銀章受章。
- 1990年（平成2年） - 朝日賞受賞[4]、東京都文化賞受賞。

## 名古屋オリンピック招致
1979年（昭和54年）に名古屋市と愛知、岐阜、三重の3県は1988年（昭和63年）の第24回オリンピックを名古屋市と周辺の施設で開催するため招致運動を開始した。1980年（昭和55年）に正式立候補した当初は名古屋有利と言われたが、同じく候補地に名乗りを上げた、韓国・ソウル招致関係者のIOC委員への接待など、派手な招致活動に対抗しようとした名古屋招致関係者に、清川は「IOC委員は高潔な人々。過剰な接待はかえって反感を買う。」と釘を刺した。しかし、同年9月に当時の西ドイツ・バーデン＝バーデンで行われたIOC総会でソウルに52票対27票で敗れた。
その後の大会の候補地選考でも（清川が警告した）過剰な招致活動は続き、皮肉なことに1998年（平成10年）の第18回冬季オリンピックの招致合戦では過剰接待で、長野が招致に成功したといわれた。だが、ついに第19回冬季オリンピックの候補地選考では買収スキャンダルまでに進展することとなった。拡大するオリンピックの商業主義は、清廉潔白としたアマチュアリズムの清川の思想とはそぐわないものとなってしまった。清川自身はIOCの信用回復に腐心していたがその改革を見届られずに亡くなっている。
また、日本体育協会（当時）と日本オリンピック委員会(JOC)が政府・文部省（当時）の圧力に屈して1980年モスクワオリンピックの不参加を決めたのは、清川がIOC副会長およびJOC理事在任中の出来事であった。この点に関しても清川は体協やJOCの体質改善を強く望んでいた。